# Alejandro Ramos
Alejandro Ariel Ramos (n. Granadero Baigorria, 2 de agosto de 1975) es un abogado y político argentino, militante del Partido Justicialista. Fue concejal (2006-2007) e intendente de su ciudad natal (2007-2012), antes de ser designado secretario de Transporte de la Nación. Finalizada su gestión como Secretario de Transporte, fue electo diputado nacional por la provincia de Santa Fe para el período 2015-2019.

## Biografía

### Intendente de Granadero Baigorria (2007-2012)
Ramos se desempeñó como concejal en Granadero Baigorria, entre 2006 y 2007, secretario de Cultura, Deportes y Promoción Social (2005) y coordinador del gabinete de la misma municipalidad durante 2004.
En las elecciones de 2007 fue elegido intendente de la ciudad, cargo que ejerció en dos períodos, entre el 10 de diciembre de 2007 y el 10 de diciembre de 2011 y marzo de 2012.
Su gestión como intendente de Granadero Baigorria contó con una importante inversión en obra pública. Se pasó del 3% de la población con acceso a cloacas en 2007 al 70% del territorio cubierto en seis años. Durante el mismo período se asfaltaron 45 kilómetros de calles y se llevó adelante el recambio de 4.300 nuevas luminarias.
También formó parte del Congreso Iberoamericano de Ciudades en México en 2008, participó de la conferencia nacional, “Reforma Urbana en Argentina: Desafíos Legislativos y de Gobierno para la gestión del Suelo, dentro del Programa de Unión de Ciudades Capitales organizado por la Agencia de Cooperación Española en 2009 desarrollado en Madrid, The American Council of Young Political Leaders en Estados Unidos, el taller “Mejores prácticas en formación y fortalecimiento de la capacidad de Gestión de Planes Estratégicos de Desarrollo Municipal” en Valencia, al igual que el Seminario de Diálogo Social para trabajo decente en Argentina.[cita requerida]

### Secretario de Transporte de la Nación (2012-2015)
Ramos asumió como secretario de Transporte el 7 de marzo de 2012. Al ser nombrado secretario de Transporte de la Nación, Ramos solicitó una licencia de su cargo de intendente, la cual le fue concedida y prorrogada hasta el final de su mandato, pese a que la Ley Orgánica de Municipalidades solo admite licencias de hasta 30 días  (Ramos asume luego de la tragedia de Once donde reemplazó al entonces ministro acusado de corrupción). Pese a las objeciones del gobierno provincial, la Corte Suprema provincial entendió que no debía llamarse a nuevas elecciones. El cargo de intendente fue ejercido interinamente por los presidentes del Concejo Deliberante de la ciudad hasta que el sucesor de Ramos, Adrián Maglia, ocupó su cargo a fines de 2015.
Se gestión en la secretaría se caracterizó por los avances en materia ferroviaria. Impulsó la recuperación de las vías del Belgrano Cargas para acompañar el desarrollo de las economías regionales, pero también trabajó sobre los trenes de pasajeros, permitiendo así la reanudación del servicio de tren Buenos Aires-Rosario. Desde este rol acompañó también los proyectos de obra pública que diferentes intendentes y presidentes comunales de Santa Fe presentaron.

### Diputado nacional (2015-2019)
En 2015, fue candidato a vicegobernador por el Frente Justicialista para la Victoria, dónde acompañó a Omar Perotti en la fórmula. Durante los comicios fueron la dupla que mayor crecimiento ostentó, ocupando el tercer puesto en las Primarias, Abiertas, Obligatorias y Simultáneas con 365.239 votos. Para los comicios definitivos crecieron un 46%, llegando a 532.156. 
Tras esto, Ramos se ubicó tercero en la lista de diputados nacionales del Frente Justicialista para la Victoria por Santa Fe, siguiendo a Marcos Cleri y Silvina Frana. Luego de los comicios nacionales, el baigorriense se transformó en el primer político de su ciudad en ingresar a la Cámara Baja.
En julio de 2017 fue procesado por supuestas irregularidades en subsidios a empresas de colectivos. El procesamiento fue revocado en febrero de 2018.